# استرپتوکارپوس

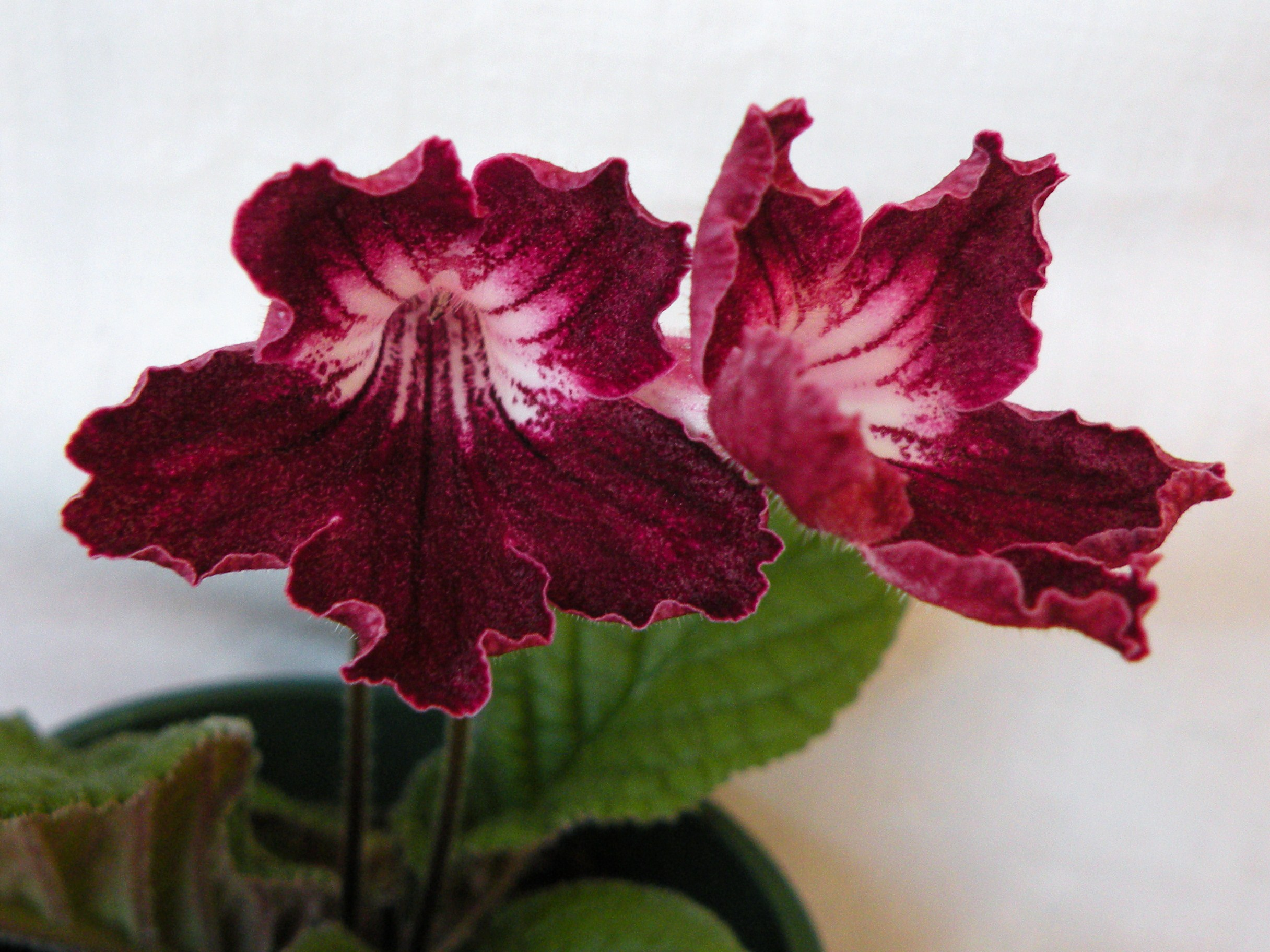

گیاه آپارتمانی پیچان‌بر که در زبان فارسی با نام علمی‌اش استرپتوکارپوس شناخته می‌شود، سرده‌ای از گیاهان گلدار از تیرهٔ جسنریان و از قلمرو آفریقای گرمسیری است. این سرده بومی مناطق مرکزی، شرقی و جنوبی آفریقا، از جمله ماداگاسکار و جزایر قمر است.
اگر شرایط برای پرورش این گیاه مطلوب باشد، در سراسر تابستان گل می دهد. برگهای این گیاه بدون دمبرگ است.
این گیاه به گلدان کم عمق، هوای مرطوب، نور کافی و آب فراوان (بین دو آبیاری باید سطح کمپوست خشک شود) نیاز دارد. در زمستان هوای اطراف آن نباید سرد و خشک باشد. 

## نگارخانه

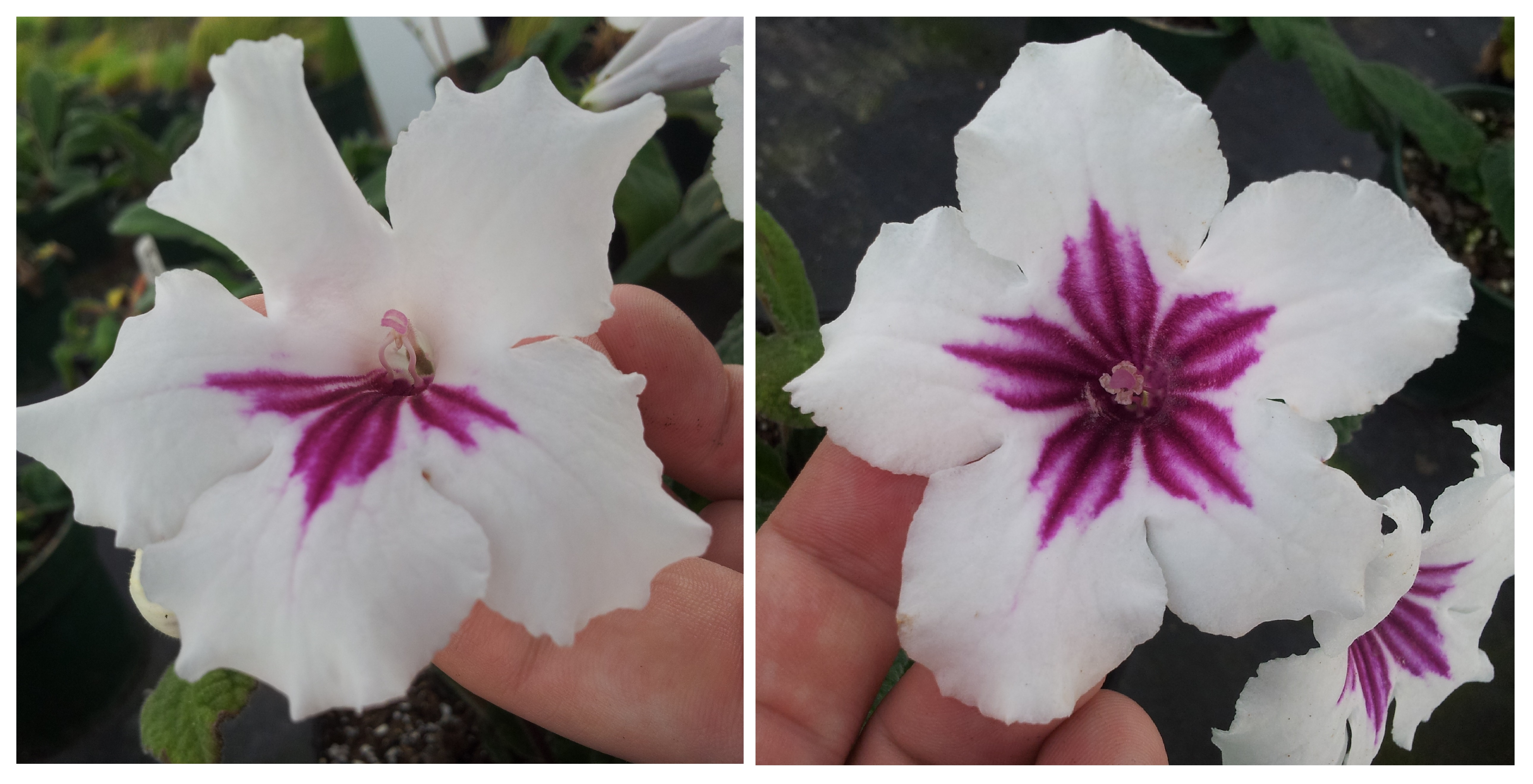
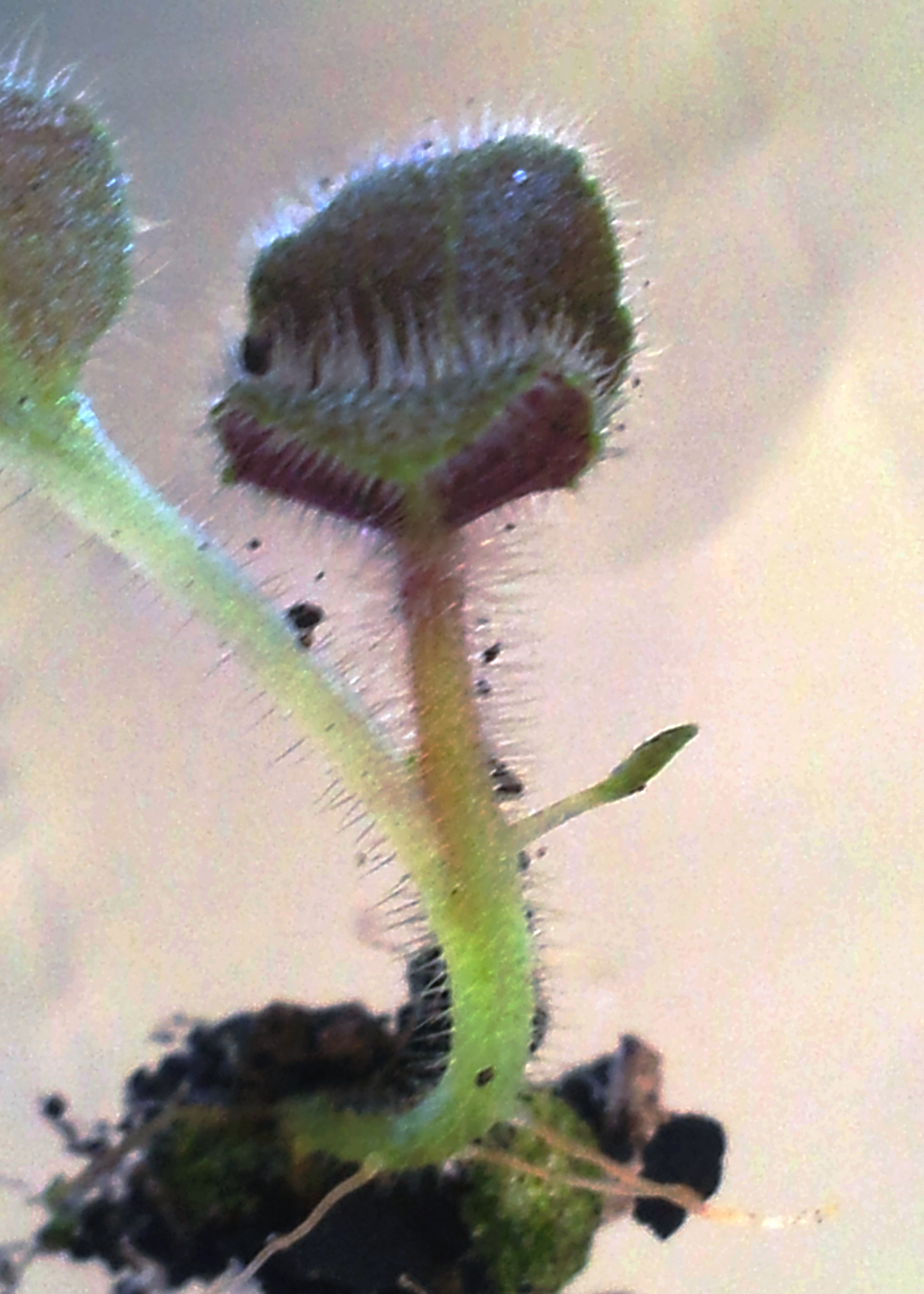
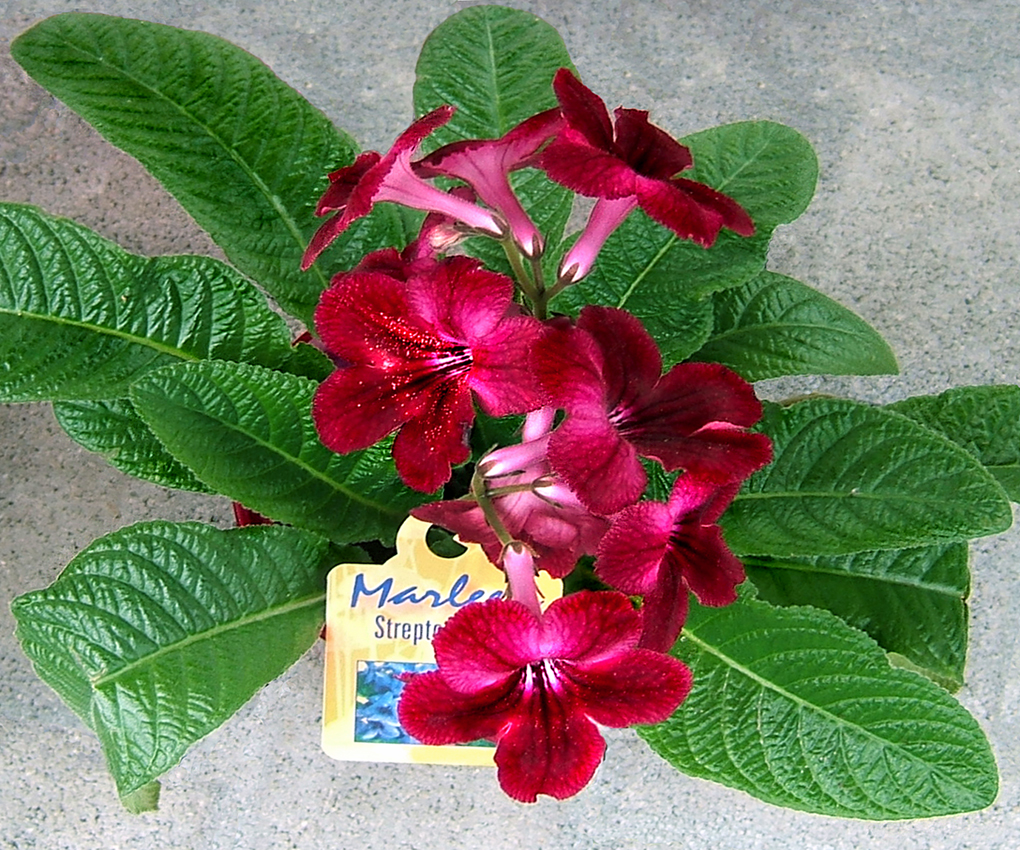
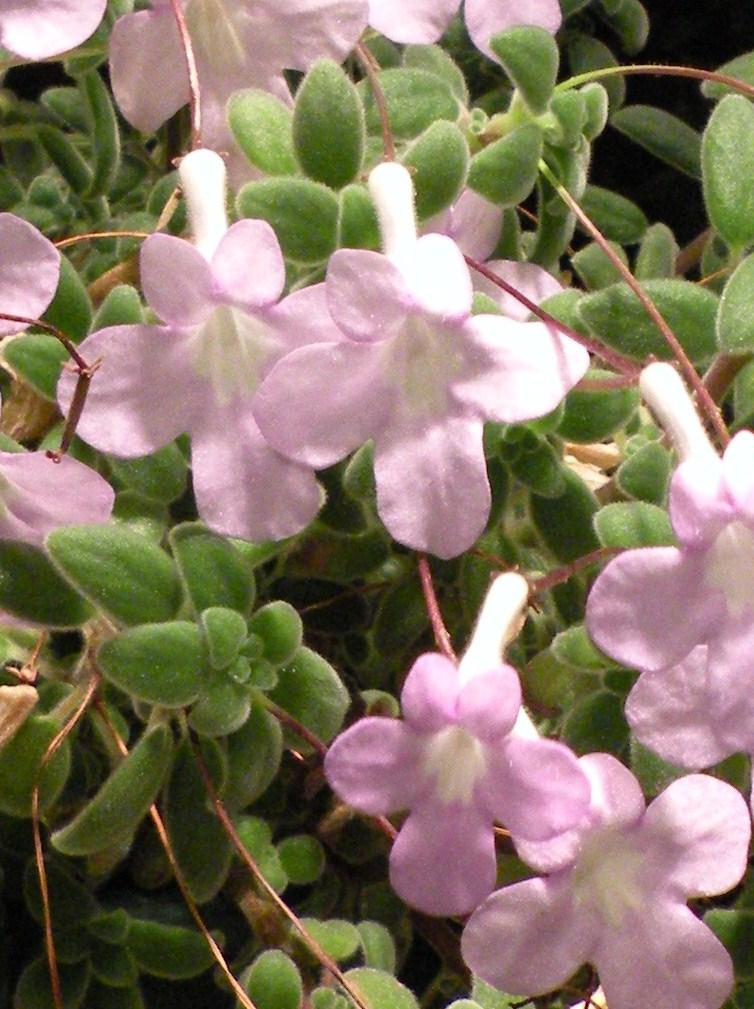
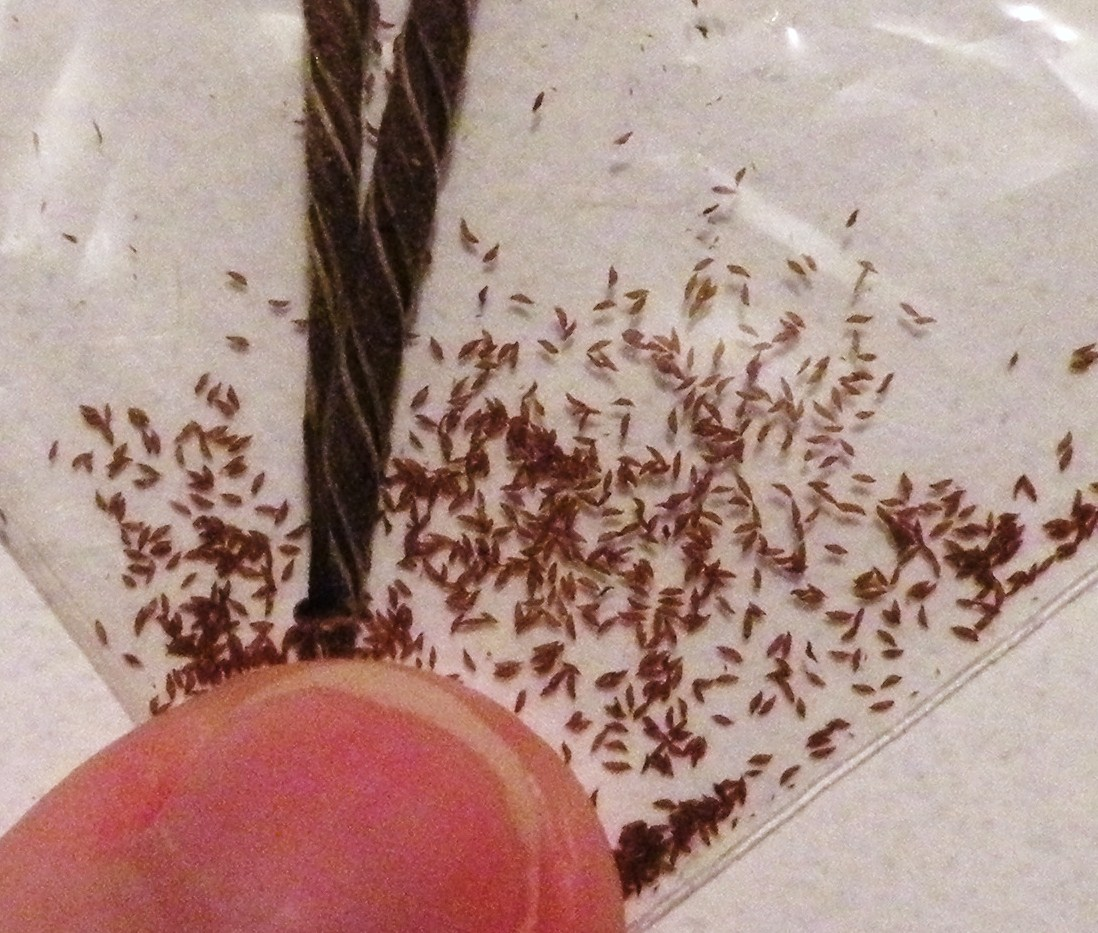
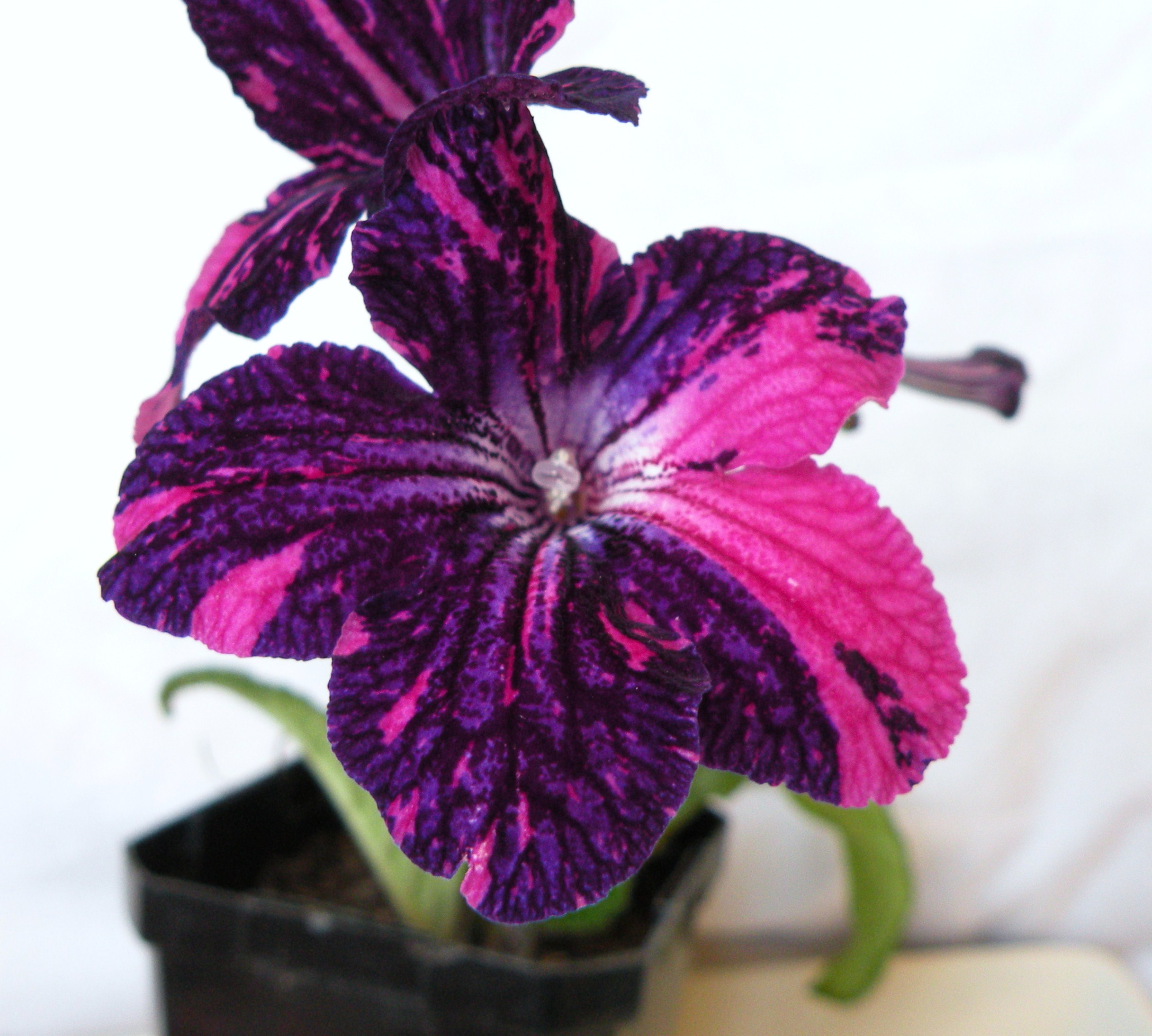
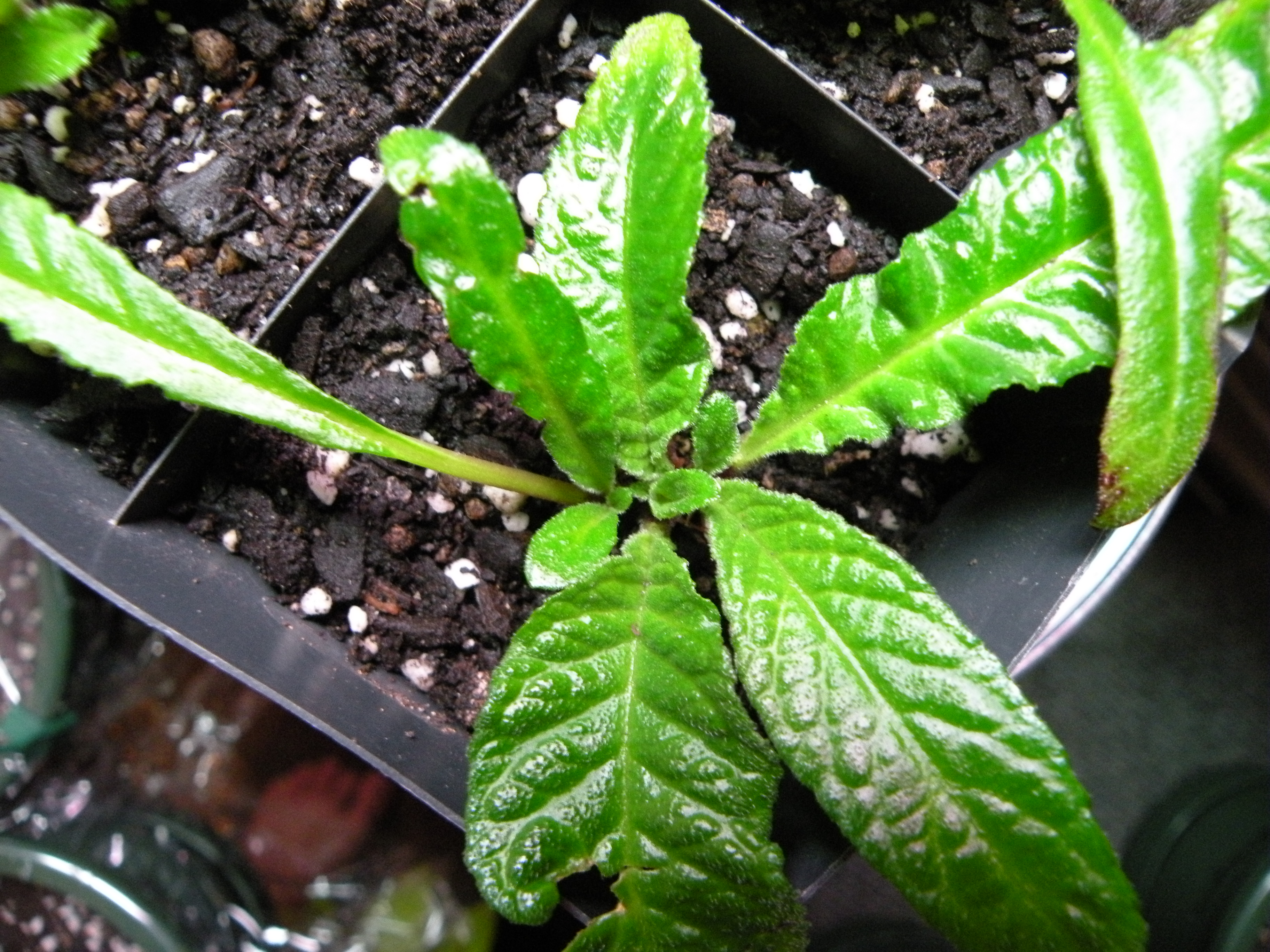
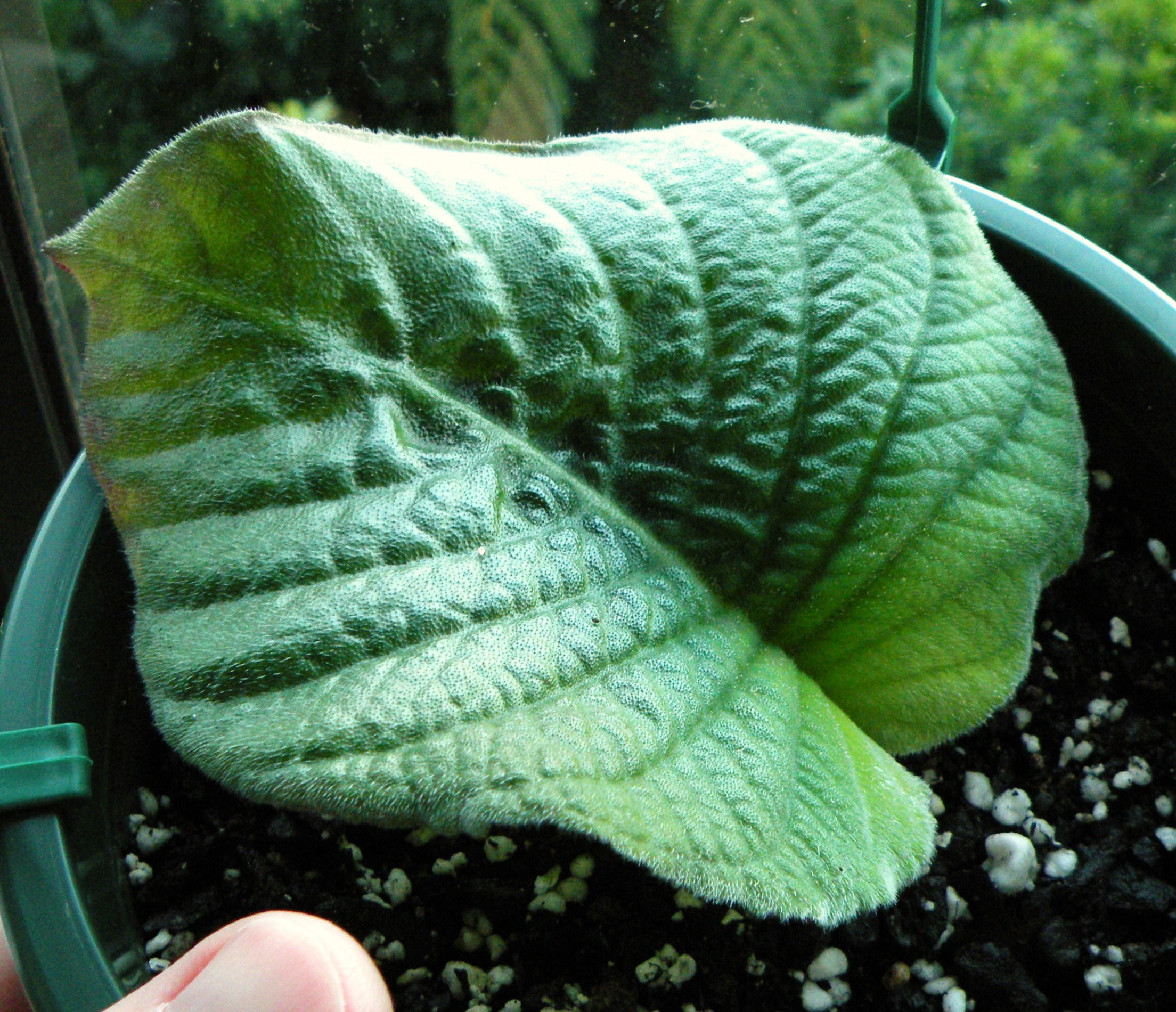
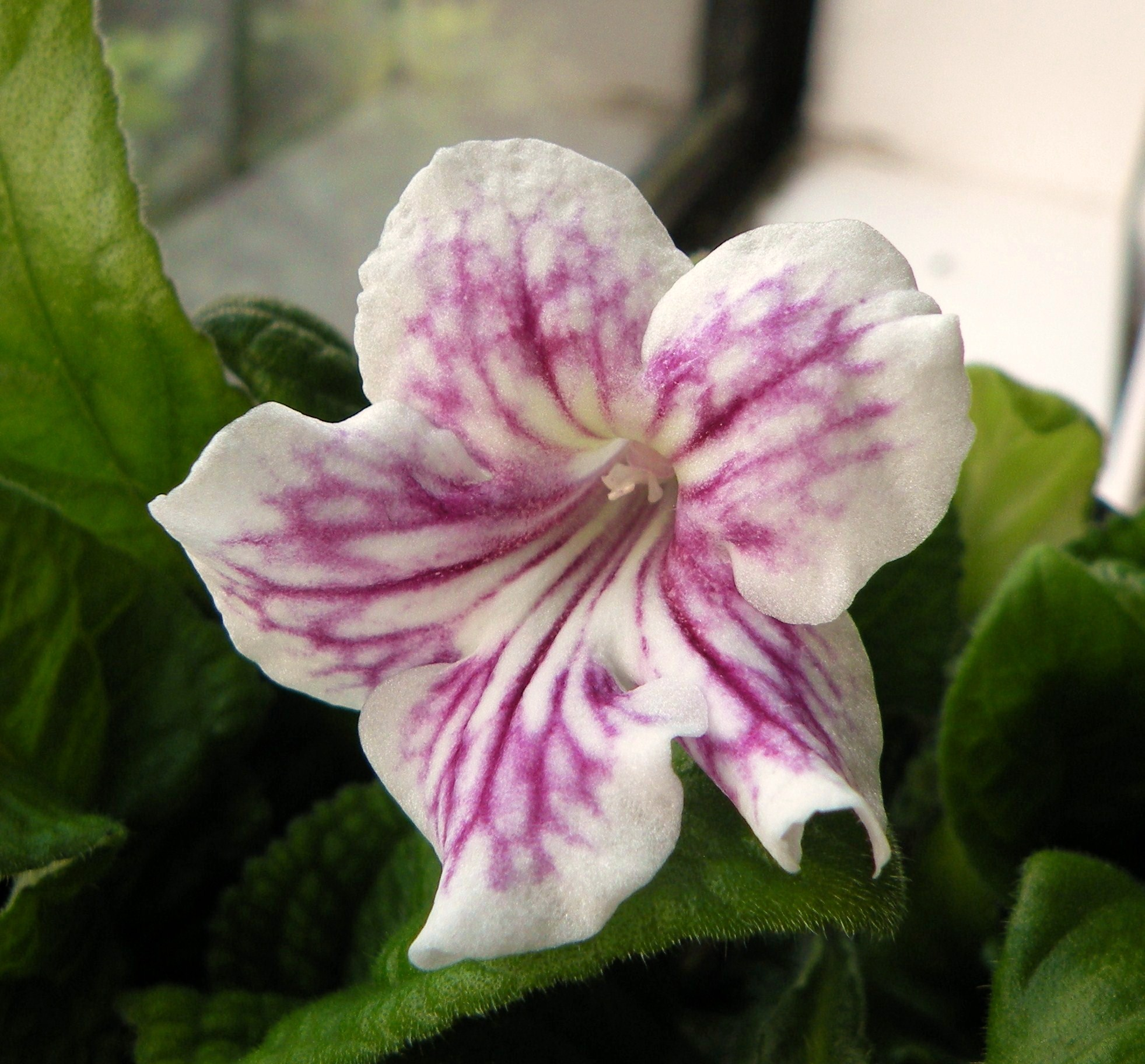
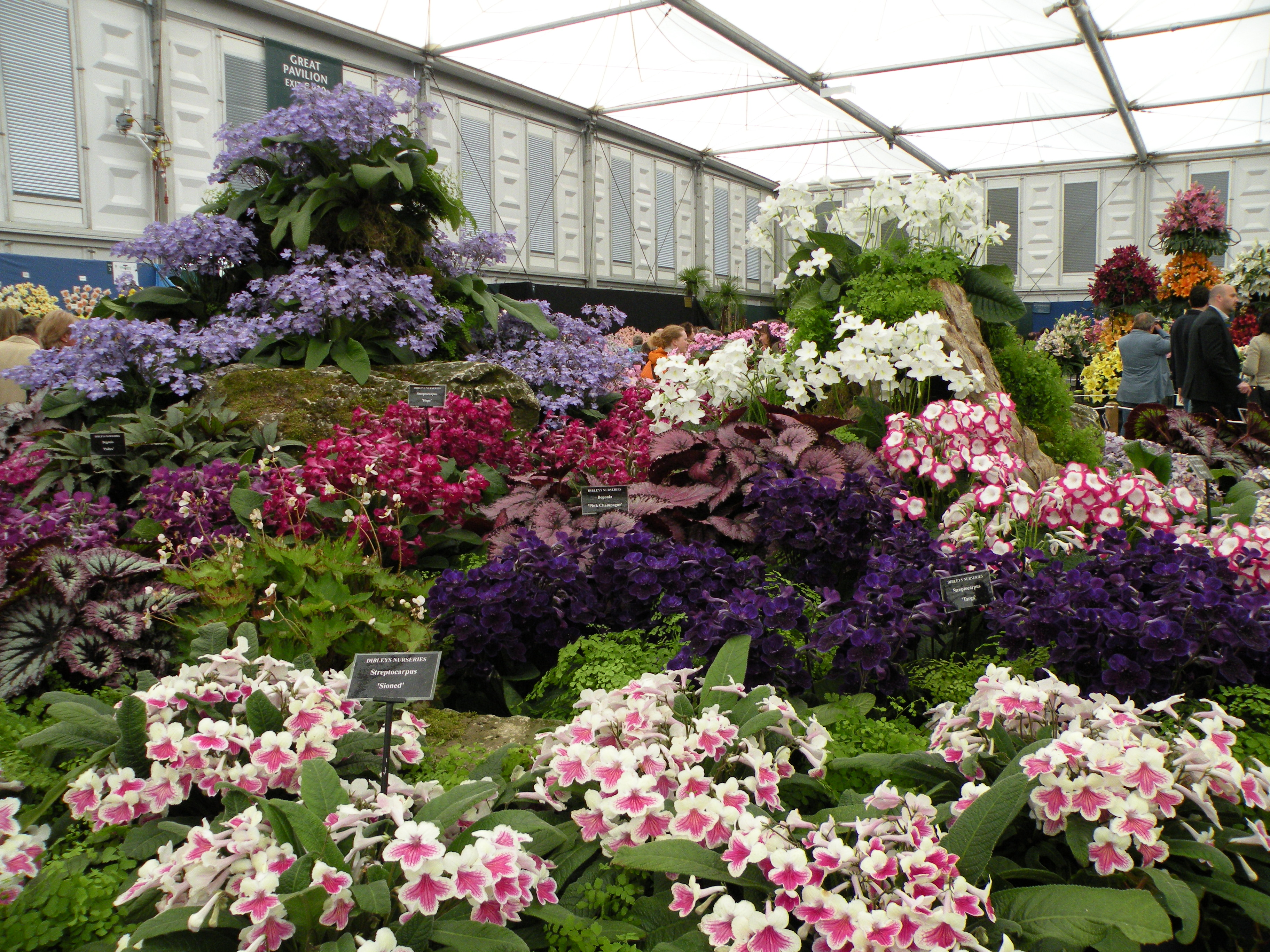
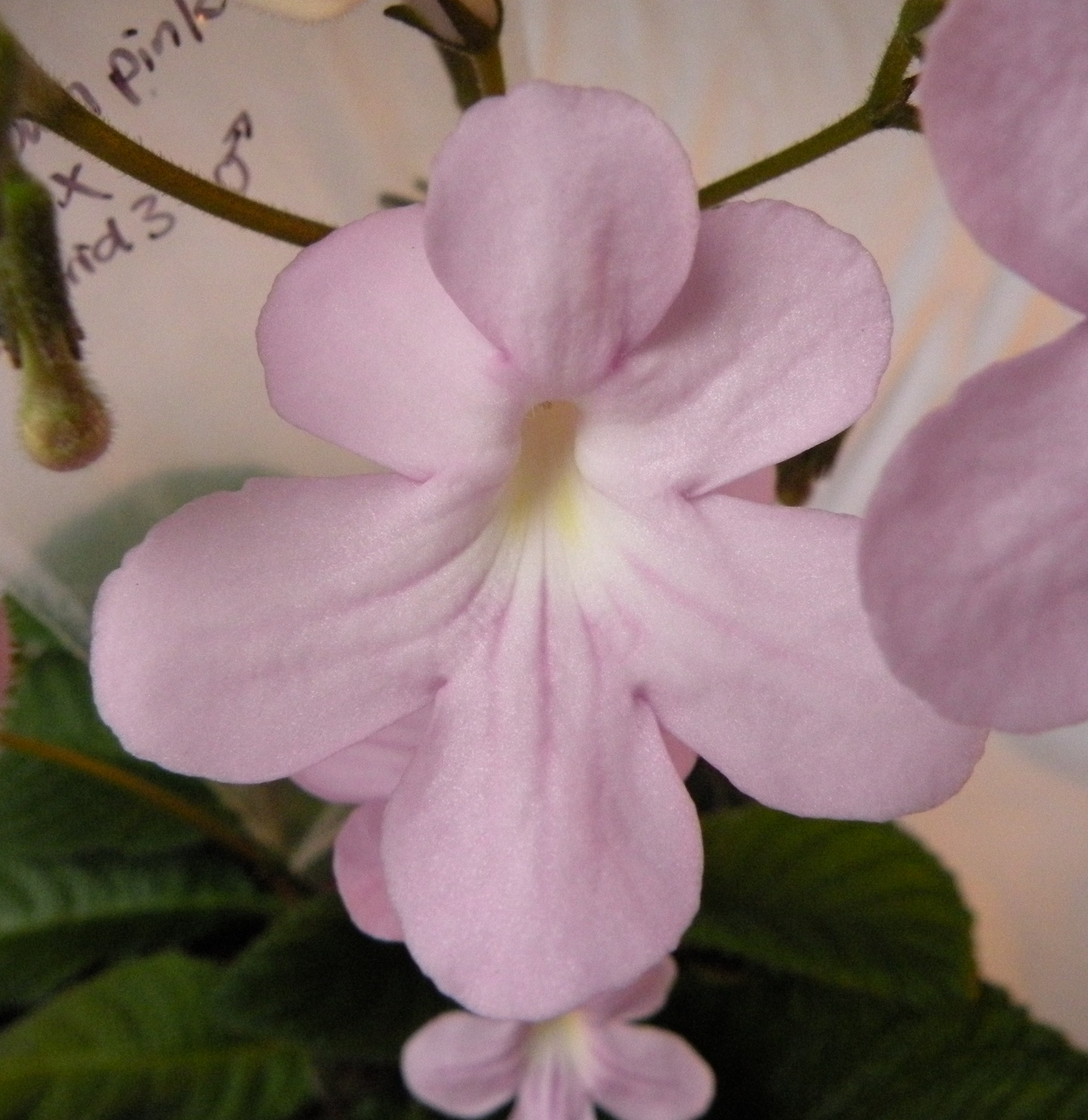
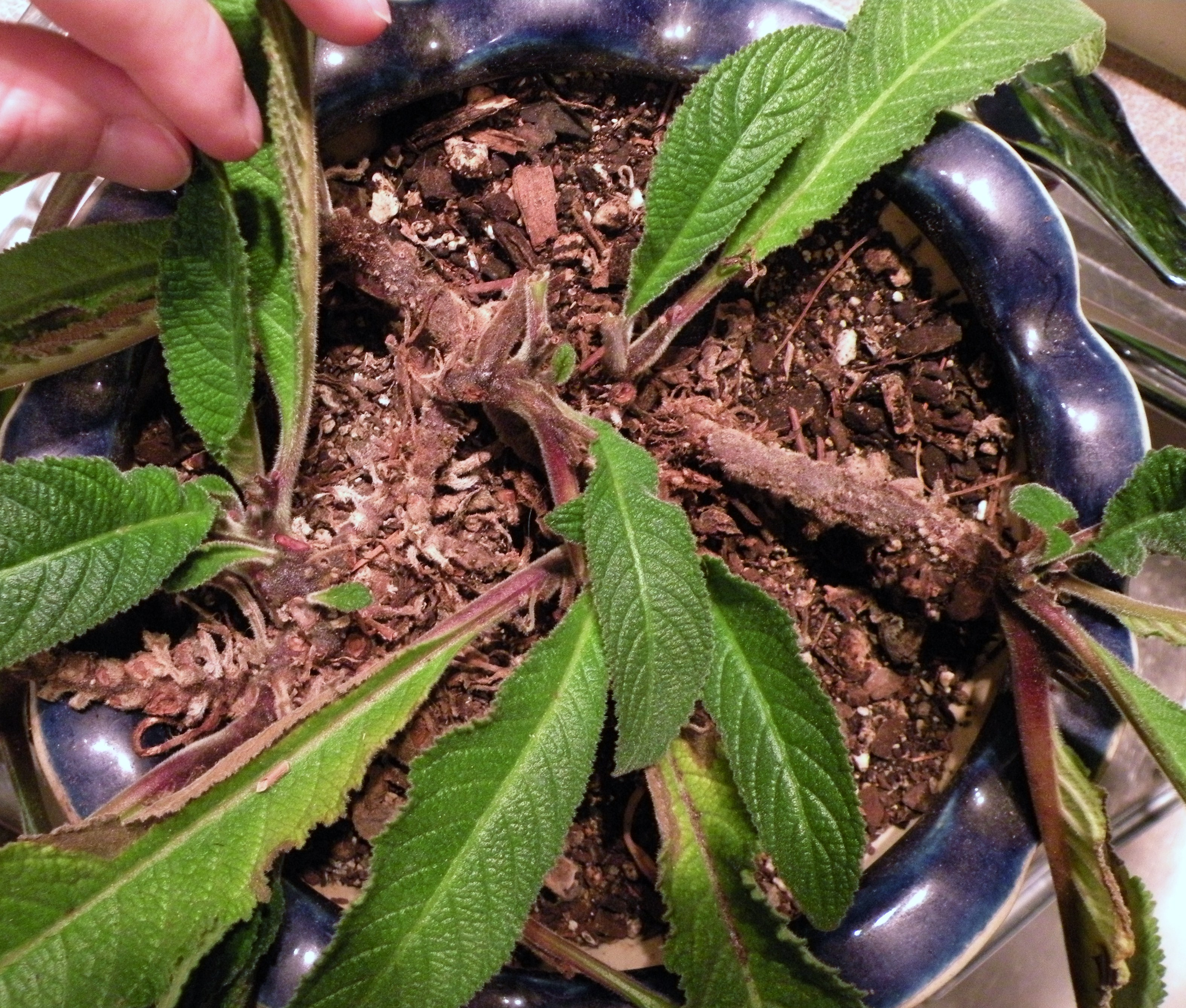
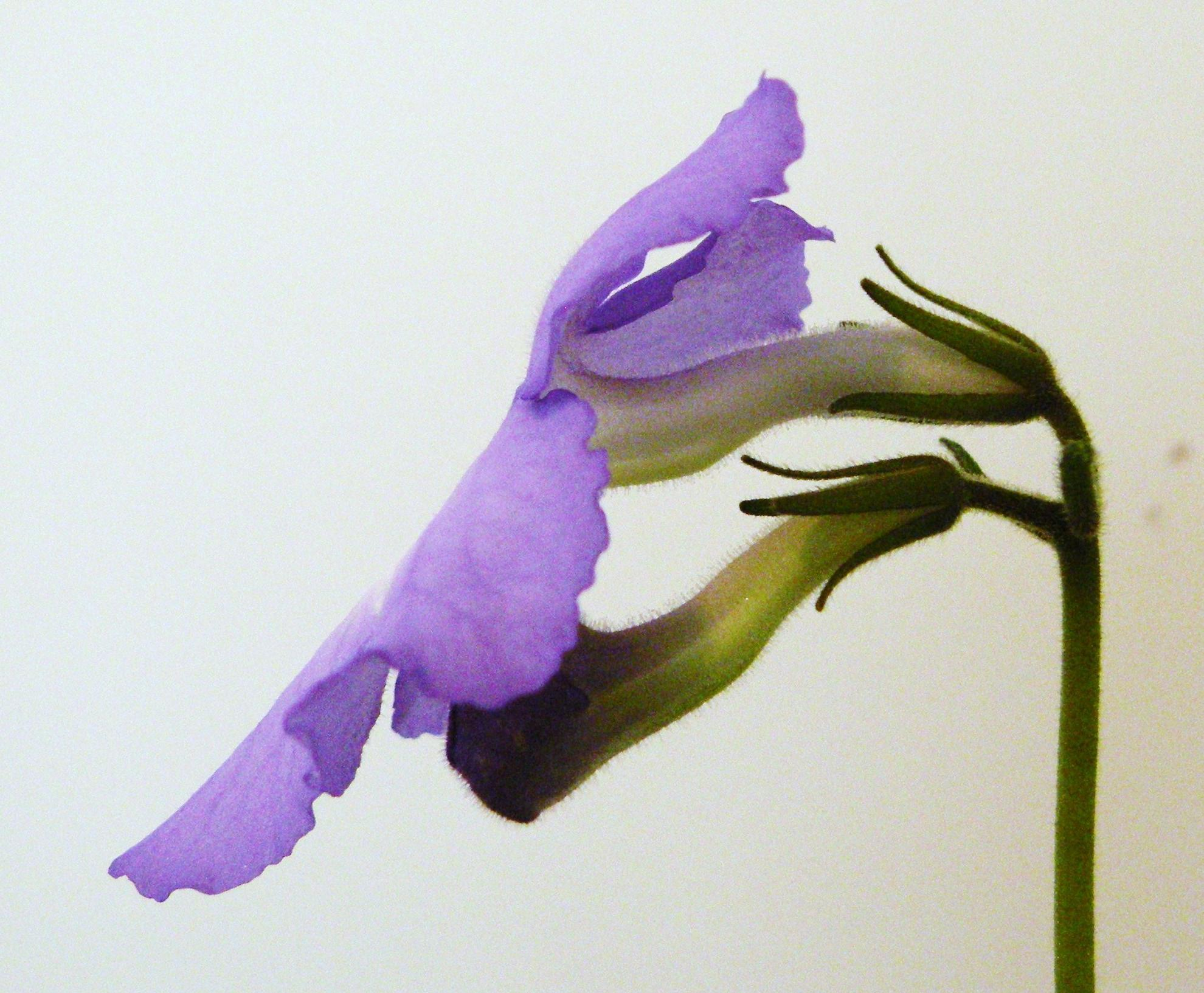
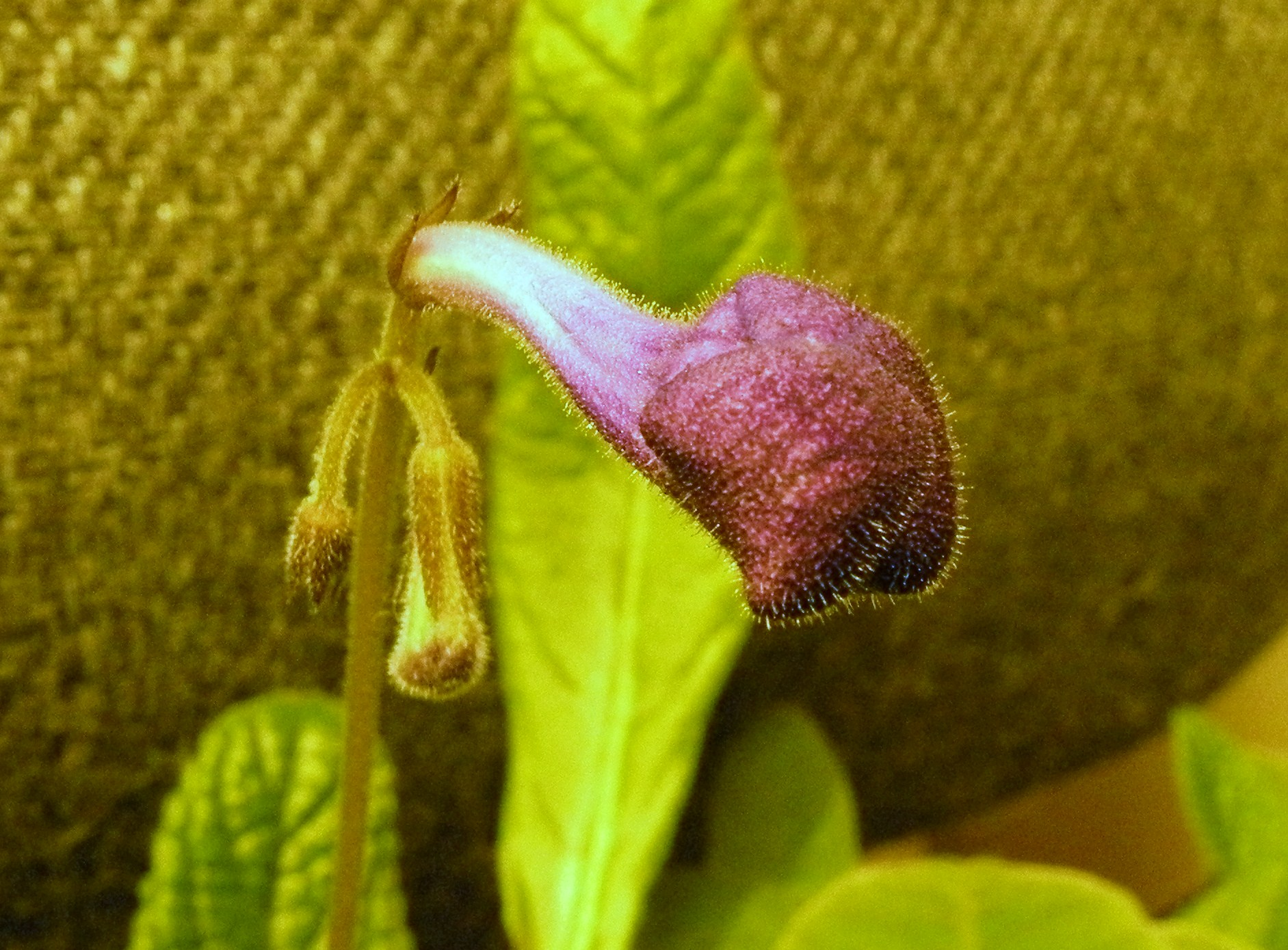
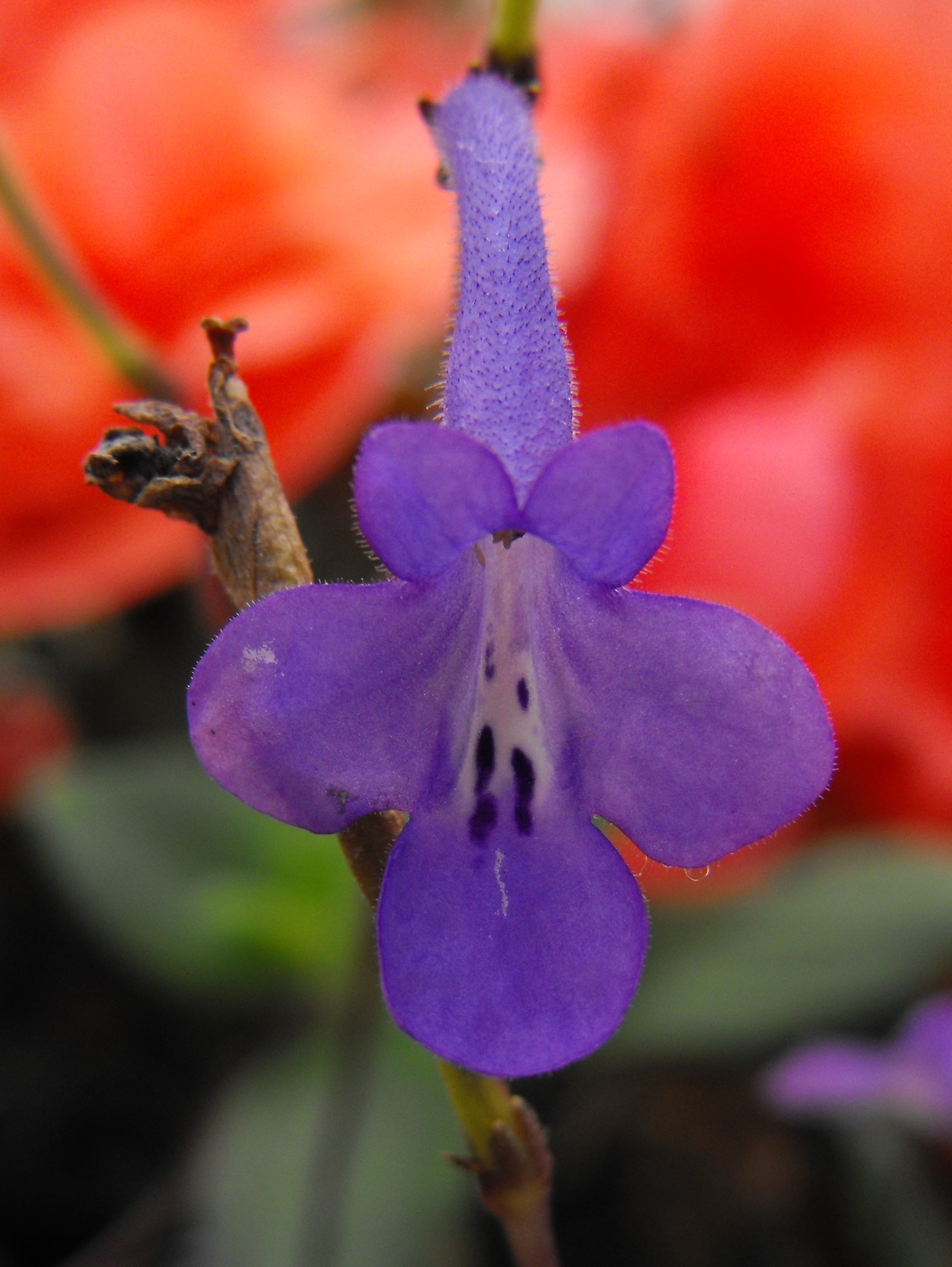
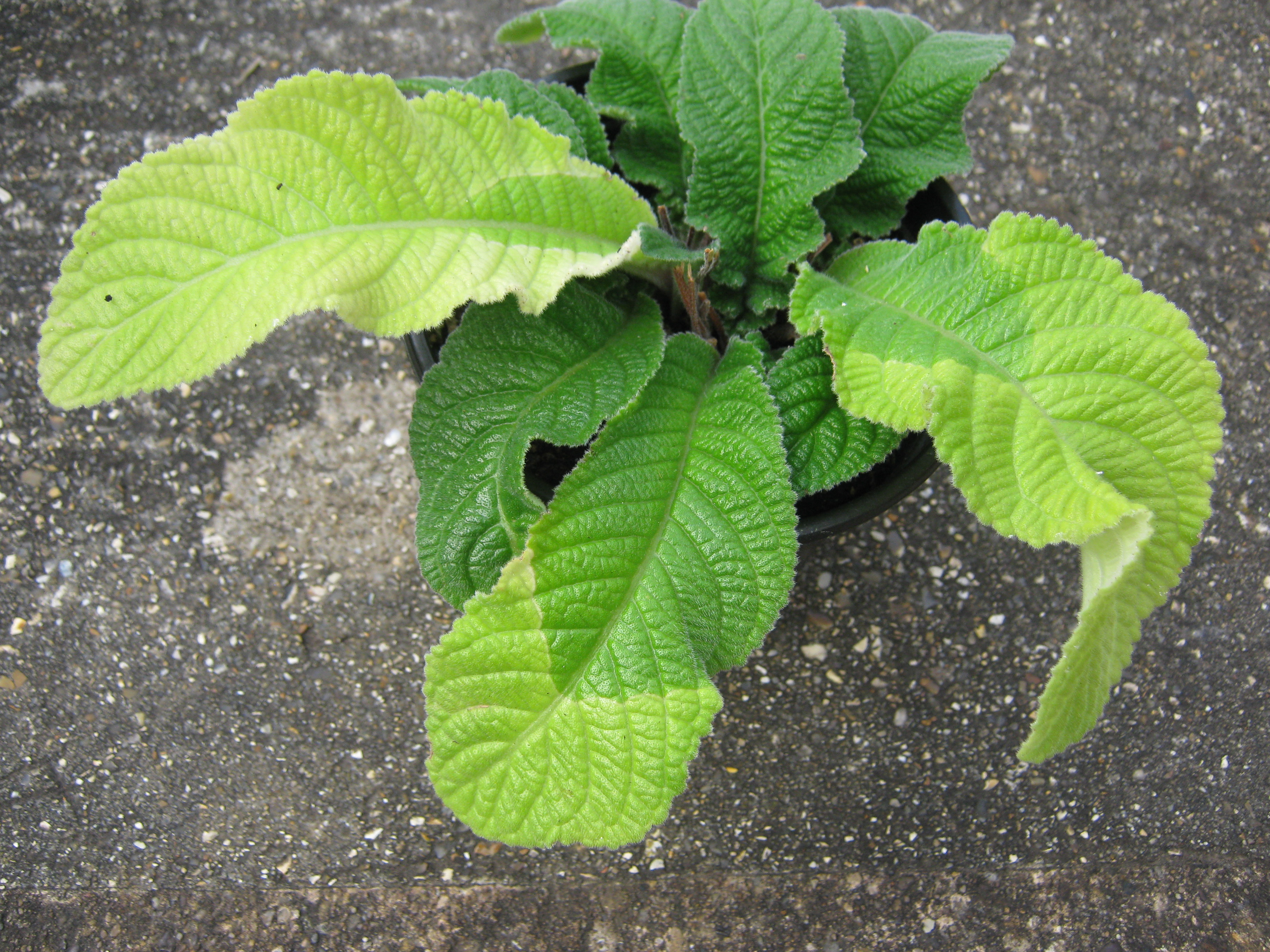
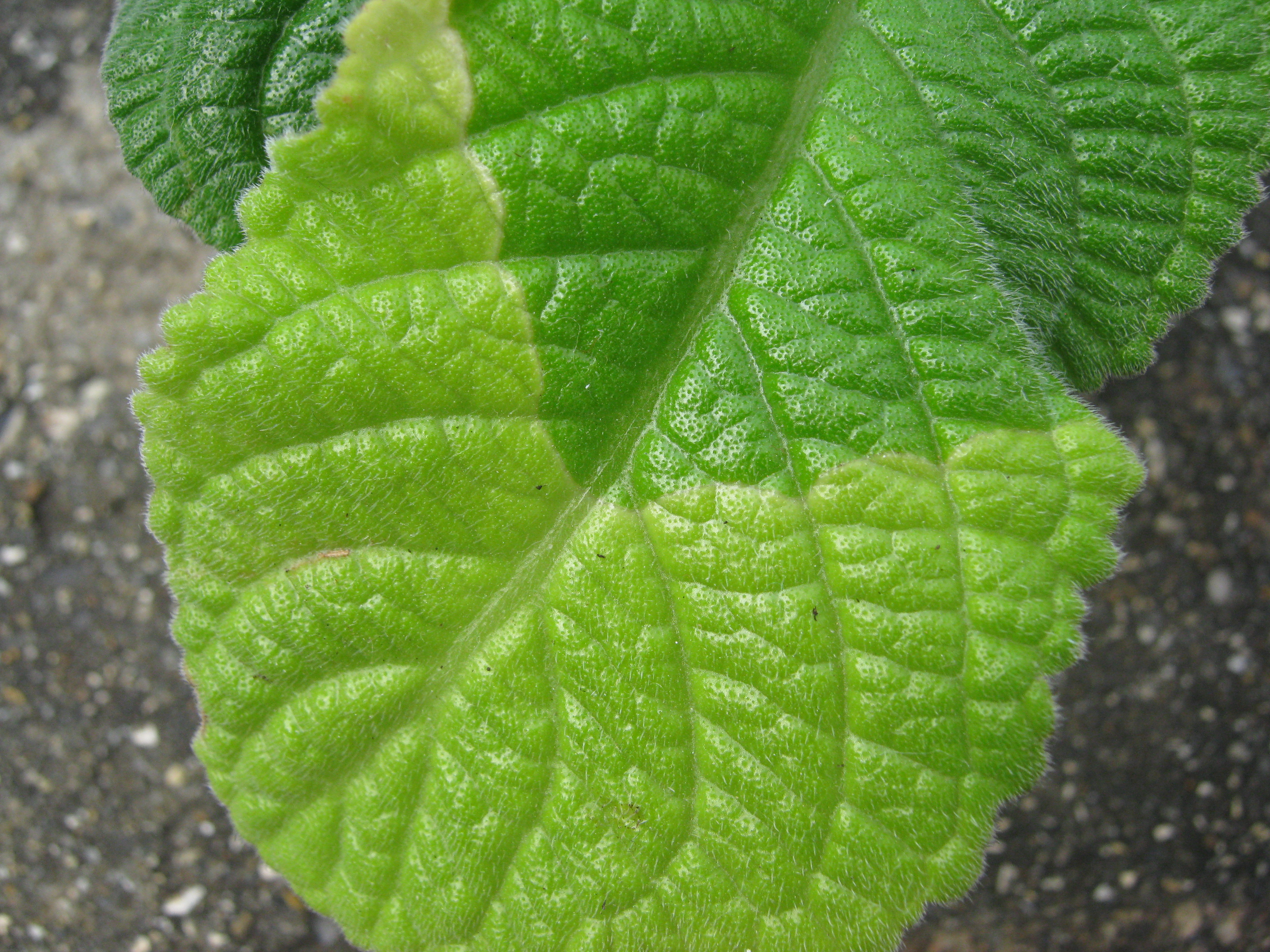
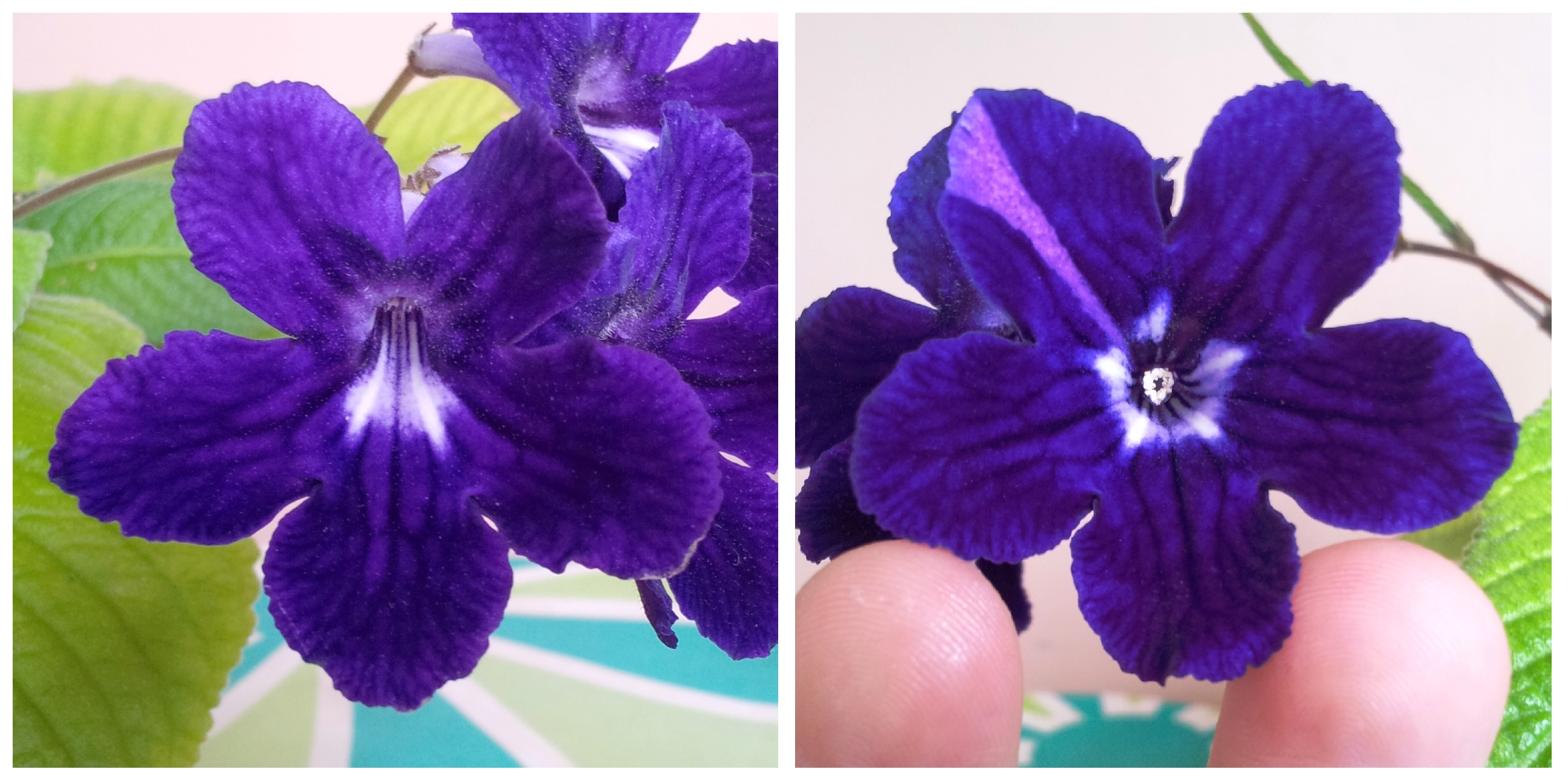
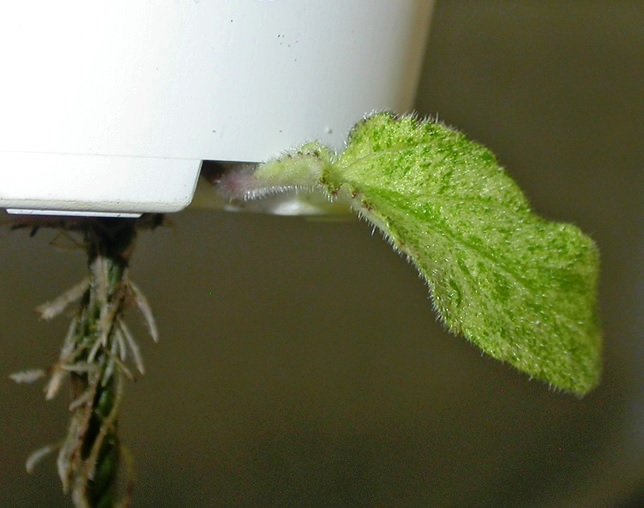
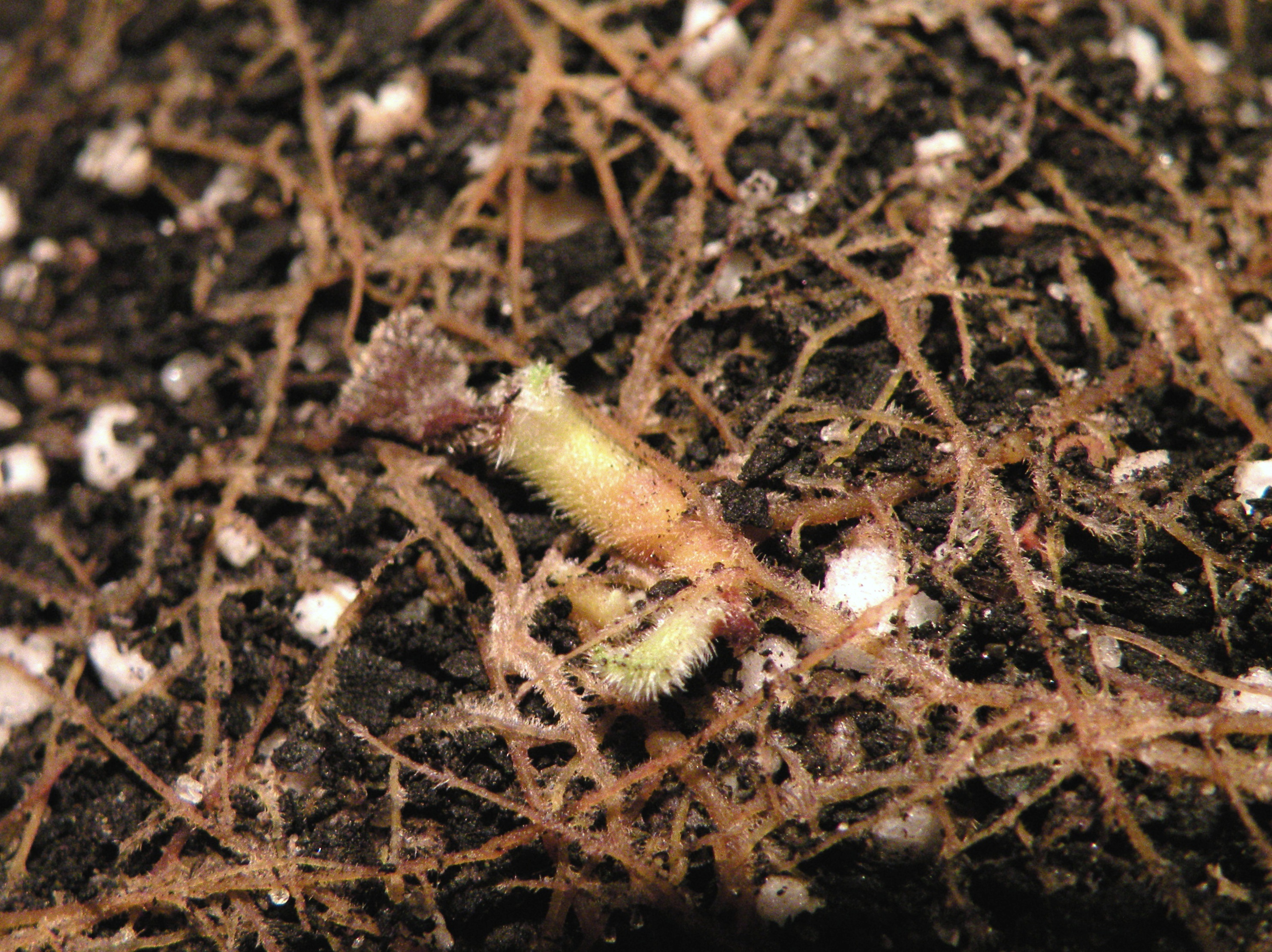